# Chinedu Ede
Chinedu Ede est un footballeur allemand, né le 5 février 1987 à Wilmersdorf en Allemagne. Il évolue comme milieu offensif au Bangkok United FC.

## Palmarès

### En club
Vierge

### En sélection
- Allemagne espoirs
  - Vainqueur de l'Euro espoirs en 2009.